# Commission internationale de l'éclairage
Pour les articles homonymes, voir CIE et Commission internationale (homonymie).
La Commission internationale de l'éclairage (CIE) est une organisation internationale dédiée à la lumière, l'éclairage, la couleur et les espaces de couleur. Elle a été fondée à Berlin en 1913 et est actuellement basée à Vienne en Autriche.
Cette commission a été créée pour caractériser rationnellement les couleurs des lumières telles que les voit le cerveau humain. Pour ce faire elle a mené des expériences systématiques de comparaison de couleurs par de nombreux observateurs de manière à définir un observateur moyen.
Ces expériences ont été interprétées dans le cadre de la définition physique des lumières comme ondes électromagnétiques contenant des longueurs d'onde comprises entre approximativement 380 et 780 nanomètres (milliardièmes de mètres). Cet intervalle correspond aux différentes couleurs de l'arc-en-ciel entre le violet et le rouge ou, plus précisément, aux couleurs de décomposition de la lumière blanche par le prisme. Une longueur d'onde caractérise donc une couleur pure (une teinte dans un système Teinte saturation lumière) tandis que son intensité lumineuse caractérise sa luminosité ou valeur.

## Organisation
La CIE se répartit en sept divisions :
1. Vision et couleurs. — Étude de la réponse visuelle à la lumière et établissement de normes pour les fonctions de réponse, les modèles et les procédures de spécification dans les domaines de la photométrie, la colorimétrie, le rendu de couleurs, la performance visuelle et l'évaluation visuelle de la lumière et de l'éclairage.
2. Mesures de la lumière et du rayonnement. — Étude de procédures normalisées pour l'évaluation des rayonnements ultraviolets, visibles et infrarouges, des rayonnements en général et des propriétés optiques des matériaux et luminaires, et étude des propriétés optiques et des performances des capteurs physiques et des autres appareils requis pour leur évaluation.
3. Environnement intérieur et conception de l'éclairage. — Étude et évaluation des facteurs visuels qui influencent le bien-être des occupants dans un bâtiment et de leur interaction avec les aspects thermiques et acoustiques, et établissement de critères généraux utiles pour la conception d'éclairage naturel et artificiel ; ainsi qu'étude des techniques de conception, calculs pertinents inclus, pour l'éclairage intérieur des bâtiments ; inclusion de ces découvertes et de celles des autres divisions de la CIE dans les guides pour l'éclairage intérieur général, pour les types d'intérieurs particuliers et pour les problèmes spécifiques de l'éclairage intérieur en pratique.
4. Éclairage et signalisation pour le transport. — Étude de l'éclairage, de la signalisation visuelle et des informations requises pour le transport et le trafic, tels que l'éclairage des routes et des véhicules, les délimitations, le signalement de tous types de voies publiques, d'usagers et de véhicules, et les aides visuelles pour les moyens de transport non routiers.
5. Éclairage extérieur et autres applications. — Étude des procédures et préparation des guides pour la conception de l'éclairage des zones extérieures de travail, des zones de sécurité, des zones alimentaires, des zones piétonnes et autres zones urbaines sans trafic motorisé, des zones de sport et de jeu, et des zones minières.
6. Photobiologie et photochimie. — Étude et évaluation des effets du rayonnement optique sur les systèmes biologiques et photochimiques (non liés à la vision).
7. [Non attribuée.]
8. Technologie de l'image. — Étude des procédures et préparation de guides et de normes pour les aspects optiques, visuels et métrologiques de la communication, du traitement et de la reproduction d'images, en utilisant tous types d'appareils d'imagerie analogiques ou numériques, de supports de stockage et d'affichage.

Ces divisions se répartissent en comités nationaux :
- pour la France, le CIE-France ;
- pour la Belgique, le Belgian Institute on Illumination (IBE-BIV)[3] ;
- pour le Canada, le Canadian National Committee of the CIE[4] ;
- pour la Suisse, le Schweizerisches Nationalkomitee der CIE[5].

## Exemples d'applications
- La CIE a publié un Guide on interior lighting en 1986. Ce document, quoique totalement dépassé de l'aveu même de la CIE[6], sert de document de référence pour compléter les normes édictées par le Bureau de normalisation belge, sur un site de l'université catholique de Louvain en collaboration avec service public de Wallonie[7].

## Systèmes colorimétriques

### Généralités
Les résultats les plus connus des études de la CIE concernent la rationalisation des systèmes colorimétriques en fonction des couleurs distinguées dans la vision diurne. En physique, l'ensemble des lumières colorées comprend toutes les ondes électromagnétiques dont les longueurs d'onde sont comprises entre 380 nm et 780 nm environ, ainsi que leurs superpositions.
La rétine de l'œil contient trois types de récepteurs de couleurs, appelés cônes, qui correspondent chacun à une gamme de couleurs. Il est ainsi possible d'interpréter toute couleur visible comme une superposition de trois couleurs (trichromatisme). Il existe donc beaucoup moins de couleurs au sens perceptif que de couleurs au sens physique (métamérisme).
Étant donné un système trichromatique quelconque, des équations linéaires permettent de construire une multitude de systèmes qui ne sont pas nécessairement équivalents car ils ne couvrent pas tous le même ensemble de couleurs (gamut). En 1931, la CIE a donc formalisé deux espaces de couleur qui ont été chacun à l'origine d'une famille utilisée par les professionnels. L'un, CIE RGB, a l'avantage de la simplicité, qui se paye par un gamut limité ; il est utilisé avec ses dérivés pour la description des appareils. L'autre, CIE XYZ, paye par une certaine abstraction une représentation exhaustive des couleurs visibles ; sous une forme légèrement modifiée, il est utile en particulier pour la gestion de la couleur et la transmission d'informations entre des appareils ayant des gamuts différents.

### Espaces RGB
De manière relativement arbitraire mais précise, la CIE a caractérisé sous la forme de l'espace CIE RGB le système naturel Rouge Vert Bleu. Il s'appuie sur des couleurs qui correspondent approximativement aux maximums de réponse de chacun des trois types de cônes. Dans ce but elle a demandé à des observateurs d'ajuster les intensités à donner aux trois couleurs pour que leur superposition reproduise une couleur donnée. Ce système est additif conformément aux lois de Grassmann selon lesquelles les caractéristiques d'une lumière obtenue en superposant deux lumières sont approximativement égales aux sommes des caractéristiques individuelles.
D'autres organismes ont alors créé des systèmes légèrement différents (voir Rouge vert bleu) en modifiant le point blanc et les trois couleurs primaires. Ils ont essentiellement remplacé le vert-jaune de l'espace CIE RGB par une teinte plus verte, tout en diminuant les saturations.

### Espace XYZ et dérivés
Tout choix de trois couleurs primaires ne peut conduire qu'à un sous-ensemble des couleurs visibles. Pour cette raison, la CIE a inventé à partir des mêmes données expérimentales l'espace CIE XYZ, plus abstrait, qui est à la base de toute la colorimétrie. À la différence des espaces RGB, cet espace, ainsi que ses dérivés, est indépendant de l'appareil.
Le système CIE xyY associe à la luminance Y deux paramètres de chrominance (x, y) qui caractérisent la couleur indépendamment de l'intensité. C'est la présentation la plus parlante de l'ensemble des couleurs.
L'espace CIE XYZ a été adapté à de nombreux problèmes concrets, le résultat le plus élaboré étant CIE Lab qui représente mieux la perception des différences de couleurs mais n'est plus additif.